# Ján Pásztor

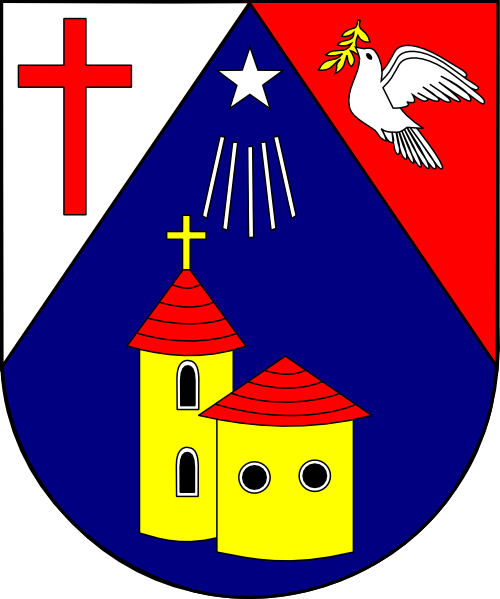
Wappen von Pasztor

Ján Pásztor (* 27. Januar 1912 in Prievidza; † 8. November 1988 in Nitra) war ein tschechoslowakischer römisch-katholischer Bischof.

## Leben
Základnú schloss 1930 die Schule in seiner Heimatstadt Prievidza. Anschließend studierte er im Priesterseminar in Nitra Theologie. Bischof Karol Kmeťko schickte ihn während seines Studiums an die Karls-Universität nach Prag. Am 30. September 1934 empfing er in Nitra die Priesterweihe. Während seiner Kaplanszeit in Močenok (1934–1936) und in Bytča (1937) promovierte er an der Karlsuniversität zum Doktor der Theologie. 1937 wurde er Kaplan in Trenčín und 1938 Professor am Gymnasium in Žilina. Daneben studierte er an der Universität Bratislava und erwarb den Doktor der Rechtswissenschaften. Er wurde Pfarrer in Dubnica nad Váhom und ab 1947 Dekan des Dekanates Ilava.
Zwischen 1950 und 1953 war er im priesterlichen Konzentrationslager in Močenok inhaftiert. Danach war er Pfarrer in Jasenica (1953) und in Nitra-Dolnom meste (1954–1961). Von 1955 bis 1961 arbeitete er in der bischöflichen Verwaltung. Von 1961 bis 1965 war er Pfarrer und Regionaldekan von Púchov. Danach wurde er Generalvikar und Domkapitular. 1967 ernannte Papst Paul VI. ihn zum Berater der Päpstlichen Kommission zur Revision des Kirchengesetzbuches. Nach dem Tod von Weihbischof Eduard Nécsey 1968 wurde er vom Domkapitel zum Kapitularvikar des Bistums gewählt.
Nachdem die tschechoslowakische Regierung und der Vatikan Anfang der 1960er Jahre wieder Beziehungen aufgenommen hat. Die letzte slowakische Bischofsernennung fand 1949 statt. Mit Robert Pobožný, Bischof von Rožňava, starb 1972 der letzte Diözesanbischof.
1973 wurde in den Verhandlungen ein Kompromiss erzielt. Papst Paul VI. ernannte am 19. Februar 1973 Ján Pásztor zum Bischof von Nitra, Julius Gábriš zum Titularbischof von Decoriana und Apostolischen Administrator vom Trnava, Jozef Feranec zum Bischof von Banská Bystrica sowie Josef Vrana zum Titularbischof von Octabia und Apostolischen Administrator von Olmütz. Am 3. März 1973 spendete Agostino Casaroli, Sekretär des Rats für die öffentlichen Angelegenheiten der Kirche, Feranec, Gábriš und Pasztor in Nitra die Bischofsweihe. Mitkonsekratoren waren František Tomášek, Apostolischer Administrator von Prag, und Štěpán Trochta, Bischof von Leitmeritz. Pasztors Wahlspruch war Deo et proximo (Gott und dem Nächsten).